# 蒋丘如雪
蒋丘如雪（1934年—），蒋纬国第二位夫人。有记作邱如雪，因英文名：Ellen，又称丘爱伦。

## 生平
籍貫广东梅州，生于德国，父亲丘秉敏，是民国留德漢諾威大學博士，回国后任国立中山大学教授、中央信托局儲運處經理。母亲系德国人，故蒋丘如雪是中德混血儿。早年經歷坎坷，正值二次世界大战欧战，与家人离散，随父亲居留德国。后赴香港定居。1950年，随父移居台湾。1957年随父丘秉敏参加酒会，初次面见蒋纬国，发展戀愛关系，蔣比丘大18岁，遭丘家反对。其父因此将她派至日本留学。后与蒋纬国结婚，婚后生活低调，经常在台中陪伴蒋纬国养母姚冶诚，直至姚于1967年逝世。其后在台湾、美国两地居住，照顾蒋纬国和蒋宋美龄。1997年蒋纬国病危，赴台湾探望，蒋纬国逝世后定居美国。
与蒋纬国有独子蒋孝剛，曾反对蒋孝剛涉入政治。2003年2月，赴台参加徐曼麗（德国人、蔣徐乃錦之母）葬礼。并曾多次赴浙江奉化蒋氏故居祭祖。